# JAAウイングシアター
ウィングシアターは、山梨県甲斐市にあり、劇団四季・宝塚歌劇団・大手テーマパーク出身の講師陣が指導するバレエ・ダンス・ミュージカルスクール。ウィングエンターテイメントが運営する。